# Північний Брабант
51°33′42″ пн. ш. 5°11′17″ сх. д. / 51.56167° пн. ш. 5.18806° сх. д.
Північний Брабант (нід. Noord-Brabant) — провінція на півдні Нідерландів. Столиця — Гертогенбос. Найбільше місто — Ейндговен.

## Найбільші міста
Міста з населенням понад 50 тисяч осіб:
| Назва міста   | Населення, осіб (2009) |
| ------------- | ---------------------- |
| Ейндговен     | 212269                 |
| Тілбург       | 203464                 |
| Бреда         | 171916                 |
| Гертогенбос   | 137775                 |
| Гелмонд       | 87757                  |
| Розендаль     | 77482                  |
| Осс           | 77097                  |
| Берген-оп-Зом | 65582                  |
| Остергаут     | 54198                  |